# Pablo Konrad y Ruopp
Pablo Konrad y Ruopp (* 1991 in Santa Cruz de La Palma, La Palma) ist ein deutscher Schauspieler.

## Leben
Pablo Konrad wurde auf den Kanarischen Inseln geboren und wuchs in der Nähe vom Bodensee auf. Als Schauspieler war er bereits im Schul- und Jugendtheater aktiv. 2008 spielte er beim Ravensburger Rutentheater eine der drei Hauptrollen in dem Stück Ali Baba und die 41 Räuber, den Räuberhauptmann Aldente.
2010 und 2011 wirkte er im Rahmen seines Elevenjahrs in mehreren Produktionen des Theaterprojekts „Junge Burg“ des Wiener Burgtheaters mit. In der Spielzeit 2010/11 trat er am Wiener Akademietheater als jugendlicher Liebhaber Joachim von Rencken in Rasmus, Pontus und der Schwertschlucker (nach Motiven von Astrid Lindgren; Regie: Annette Raffalt) auf; seine Partner waren u. a. Jonas Laux, Sven Dolinski, Marcus Bluhm, Hans Dieter Knebel, Jana Horst, Therese Affolter und Juergen Maurer. In der Spielzeit 2010/11 spielte er außerdem im Vestibül des Burgtheaters den Tristan in 17 ausverkauften Vorstellungen des Stücks tricky love/tristan und isolde (Regie: Peter Raffalt). Außerdem stand er bei den Burgportraits von Michael Laub und Tom Stromberg für die „Junge Burg“ auf der Bühne.
Von 2011 bis 2015 studierte er Schauspiel an der Hochschule für Musik und Theater in Hamburg, wo er 2015 auch seinen Abschluss machte. Während seiner Ausbildung trat er bereits mehrfach am Deutschen Schauspielhaus Hamburg auf, u. a. als Petschorin in Ein Held unserer Zeit von Michail Lermontow (2014; Regie: Johannes Ender, Malersaal) und als Offizier in Alles Weitere kennen Sie aus dem Kino von Martin Crimp (2014–2016; Regie: Katie Mitchell).
Im Oktober 2013 spielte er am St. Pauli Theater in zwei Aufführungen von Storms Der Schimmelreiter im Rahmen des Regie- und Theaterfestivals „Kiezstürmer 2013“. Außerdem trat er im Januar 2014 auf Kampnagel in Johannes Enders Peer Gynt-Inszenierung auf. 2014 spielte er am Deutschen Schauspielhaus Hamburg den jugendlichen Liebhaber Ferdinand in Shakespeares Spätwerk Der Sturm in einer Inszenierung von Maja Kleczewska.
In der Spielzeit 2014/15 gastierte er mit dem Ensemble von Alles Weitere kennen Sie aus dem Kino am Stadsschouwburg Theater in Amsterdam und in der Spielzeit 2015/16 am Schauspielhaus Zürich. In der Spielzeit 2017/18 gastierte er erstmals am Theater an der Ruhr. Im Mai 2018 gab er neben Mario Neumann und Sascha Tschorn in einer Bühnenfassung der Bulgakow-Erzählung Das hündische Herz sein Debüt am Theater im Bauturm in Köln, in einer Produktion, in der er dort auch in der Spielzeit 2018/19 wieder auftrat. 2020 war Pablo Konrad im Theater im Bauturm in Der Revisor von Nikolai Gogol unter der Regie von Sebastian Kreyer als Hochstapler Chlestakow zu sehen. In der Spielzeit 2022/23 gastierte er am Schauspielhaus Bochum.
Pablo Konrad wirkte auch in einigen Film- und Fernsehrollen mit. In der 3. Staffel der schwäbischen Fernsehserie Die Kirche bleibt im Dorf (2015) hatte er eine durchgehende Nebenrolle als Helmut. In der 8. Staffel der ZDF-Serie SOKO Stuttgart (2017) war er in einer Episodenhauptrolle zu sehen; er spielte den ehemaligen drogenabhängigen Florian Hoss, der, um seiner Freundin zu helfen, zum Kokain-Schmuggler wird. In der 5. Staffel der ZDF-Krimiserie Ein Fall für zwei (Erstausstrahlung ab Oktober 2018) hatte Konrad eine Nebenrolle als Kellner in einer Frankfurter Äppelwoiwirtschaft. 2020 war er in mehreren Folgen der TV-Serie Alles was zählt in einer Doppelrolle als Baubehördenmitarbeiter und Party-Blogger zu sehen. In der sechsteiligen SWR-Serie Der letzte Wille (2020) spielte er den gekündigten Altenpfleger Sven. Von Juni bis November 2021 war Konrad bei Sturm der Liebe als Hannes Fröhlich zu sehen.
Pablo Konrad lebt seit Ende 2016 in Köln.

## Filmografie (Auswahl)
- 2009: Backstage (Kurzfilm)
- 2011: Schnell ermittelt (Fernsehserie, Nebenrolle)
- 2013–2015: Die Kirche bleibt im Dorf (Fernsehserie, Nebenrolle)
- 2015: Täterätää! – Die Kirche bleibt im Dorf 2 (Kinofilm)
- 2017: SOKO Stuttgart (Fernsehserie, Folge: Tod in der Markthalle)
- 2018: Ein Fall für zwei (Fernsehserie, Folge: Der geteilte Apfel)
- 2020: Alles was zählt (Fernsehserie, vier Folgen)
- 2020: Der letzte Wille (Fernsehserie)
- 2021: Sturm der Liebe (Fernsehserie, Folgen: 3626–3714)
- 2024: Das Traumschiff: Hudson Valley (Fernsehreihe)
- 2025: Friesland: Abdrift
- 2025: SOKO Köln (Fernsehserie, Folge: Rache)
- 2025: Bettys Diagnose (Fernsehserie, Folge: Harte Landung)